# Jana Feberová
Jana Feberová (24. října 1964 Horní Suchá – 13. srpna 2024) byla česká politička a pedagožka, v letech 2016 až 2018 primátorka města Havířov (v letech 2014 až 2024 zastupitelka města a v letech 2018 až 2024 také náměstkyně primátora), členka ČSSD.

## Život
Pracovala jako učitelka fyziky na Střední škole technických oborů v Havířově – Šumbarku. Jana Feberová byla vdaná, žila v havířovské městské části Bludovice.

## Politické působení
Byla členkou ČSSD, za niž byla zvolena v komunálních volbách v roce 2014 zastupitelkou města Havířov. Po rozpadu městské koalice KSČM, hnutí ANO 2011 a Hnutí pro Havířov a po uzavření nové městské koalice KSČM a ČSSD byla v červnu 2016 zvolena náměstkyní primátora pro sociální rozvoj. Také tato koalice se však rozpadla a ve volebním období 2014 až 2018 byla v prosinci 2016 uzavřena již třetí koalice ČSSD, hnutí ANO 2011 a KDU-ČSL. Dne 19. prosince 2016 byla Jana Feberová zvolena novou primátorkou města.
V komunálních volbách v roce 2018 byla lídryní kandidátky ČSSD do Zastupitelstva města Havířov, mandát zastupitelky obhájila. Koalici vytvořily vítězné hnutí ANO 2011, třetí ČSSD, čtvrté Hnutí pro Havířov a páté uskupení „Společně pro Havířov – Koalice KDU-ČSL a STAN“. Novým primátorem byl dne 5. listopadu 2018 zvolen Josef Bělica, Feberová se stala náměstkyní primátora.
V krajských volbách v roce 2020 neúspěšně kandidovala do Zastupitelstva Moravskoslezského kraje z 18. místa kandidátky ČSSD.
V komunálních volbách v roce 2022 byla z pozice členky ČSSD lídryní kandidátky s názvem „ČSSD a osobnosti města“ do Zastupitelstva města Havířov. Mandát zastupitelky města obhájila a zůstala též náměstkyní primátora.